# Miền Nam (Việt Nam)

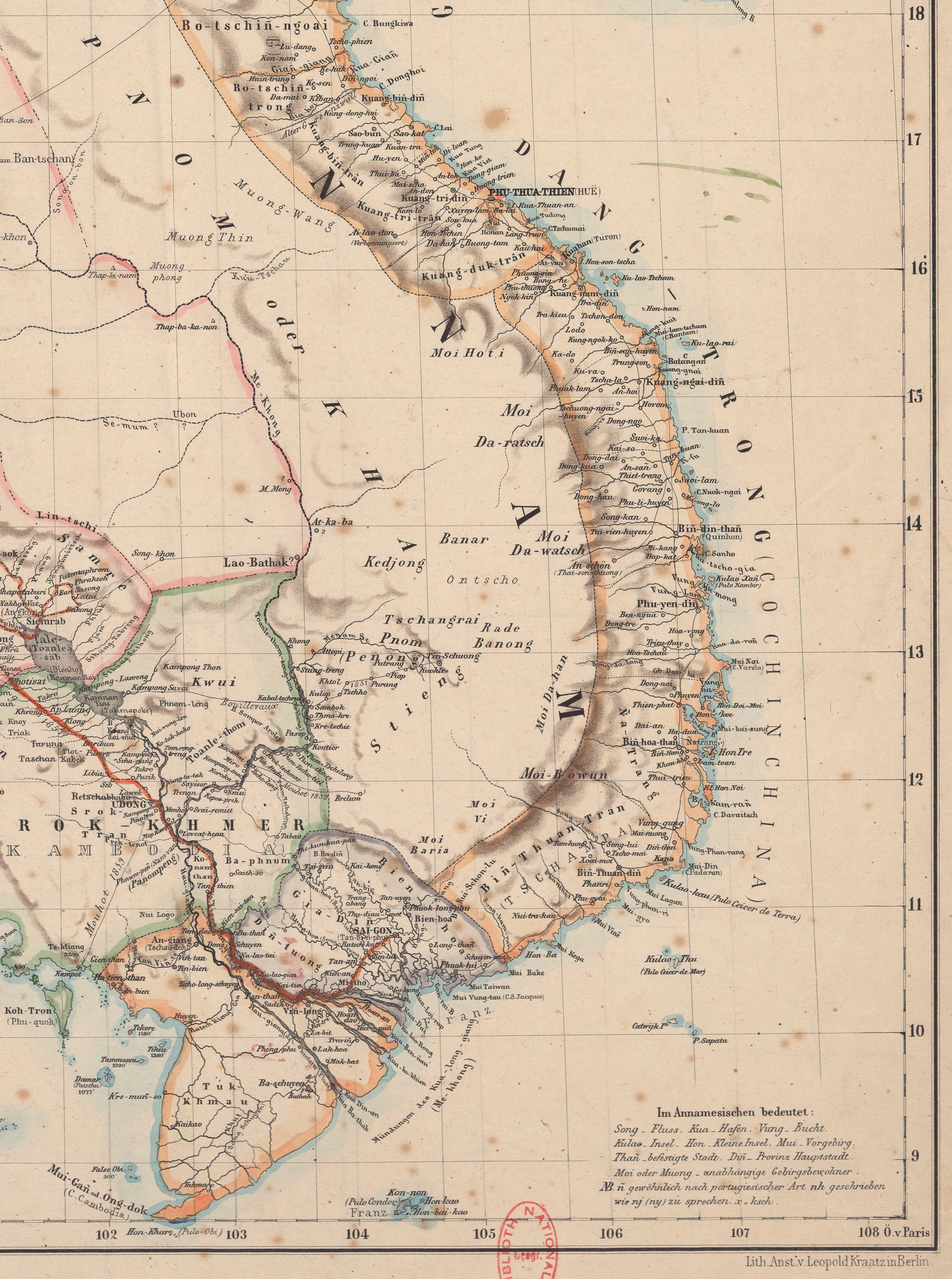
Lãnh thổ Đàng Trong và "Hạ Đàng Trong", năm 1867

Miền Nam Việt Nam là một khái niệm để chỉ vùng địa lý ở phía nam nước Việt Nam. Tuy nhiên, tùy theo từng thời điểm lịch sử và thói quen sử dụng mà khái niệm này đôi khi được dùng để chỉ các vùng lãnh thổ khác nhau theo nghĩa chính trị một cách không chính thức.

## Khái niệm
Sắc lệnh số 153-A/TTP của Phủ Tổng thống Việt Nam Cộng hòa ngày 22 tháng 9 năm 1955 đã quy định gọi Bắc Việt, Trung Việt, Nam Việt tương ứng là Bắc Phần, Trung Phần, Nam Phần. Miền Nam Việt Nam là danh từ để chỉ:
- Phân định địa lý đồng nghĩa với Nam Bộ
- Phân định địa chính trị ở phía nam sông Gianh (nay thuộc tỉnh Quảng Bình)
- Phân định hành chính đồng nghĩa với Nam Kỳ của nhà Nguyễn và thời Pháp thuộc
- Phân định là giới tuyến quân sự tạm thời, phía nam vĩ tuyến 17 theo hiệp định Geneve từ năm 1954–1976 do Quân đội Quốc gia Việt Nam theo Quân đội liên hiệp Pháp tập kết, các lực lượng bán vũ trang và tổ chức chính trị của Việt Minh không phải tập kết ra Bắc.

Từ năm 1945, khái niệm miền Nam Việt Nam được dùng để chỉ vùng lãnh thổ phía nam vĩ tuyến 16. Khái niệm này bắt nguồn từ thỏa thuận của các nước Đồng Minh về việc giải giới quân đội Nhật ở Đông Dương thì vùng lãnh thổ Việt Nam được chia làm 2 phần, lấy vĩ tuyến 16 làm ranh giới. Vùng lãnh thổ phía nam vĩ tuyến 16 do quân Anh cai trị, về sau giao cho Pháp. Khái niệm này rất ít dùng.
Từ tháng 12 năm 1945 đến tháng 12 năm 1946, Chính phủ Việt Nam Dân chủ Cộng hòa đã thành lập Ủy ban Hành chính Kháng chiến Miền Nam Việt Nam, do ông Nguyễn Sơn làm Chủ tịch, ông Hoàng Quốc Việt làm Ủy viên chính trị. Tuy nhiên, khi đó Nam Bộ đã có Ủy ban Hành chính riêng, nên địa bàn quản lý của Ủy ban Hành chính Kháng chiến Miền Nam Việt Nam gồm vùng đất sau này là Liên khu 5, tính từ các tỉnh Quảng Nam, Đà Nẵng, Quảng Ngãi vào các tỉnh cực nam Trung Bộ, như Bình Thuận cùng với Tây Nguyên. Ủy ban Kháng chiến Miền Nam Việt Nam đóng trụ sở tại thị xã Quảng Ngãi.
Từ năm 1954 trở đi, khái niệm miền Nam Việt Nam được dùng để chỉ vùng lãnh thổ do Liên hiệp Pháp và sau đó là chính phủ Việt Nam Cộng hòa kiểm soát về mặt hành chính. Từ sau năm 1969 có thêm Chính phủ Cách mạng lâm thời Cộng hòa miền Nam Việt Nam quản lý, kể từ phía nam vĩ tuyến 17, với ranh giới tự nhiên là sông Bến Hải, nay thuộc tỉnh Quảng Trị. Khái niệm này bắt nguồn từ Hiệp định Genève năm 1954 quy định 2 vùng tập kết quân sự giữa Quân đội nhân dân Việt Nam (phía Bắc) và Quân đội Liên hiệp Pháp (phía Nam) mà không được coi là biên giới quốc gia hay chính trị. Ranh giới này tồn tại đến tận năm 1976 sau khi Cộng hòa Miền Nam Việt Nam và Việt Nam Dân chủ Cộng hòa tổ chức tổng tuyển cứ, thống nhất về mặt nhà nước.
Dựa trên cách phân chia vùng theo địa lý kinh tế thì miền Nam Việt Nam, còn được gọi là Nam Bộ, bao gồm các tỉnh ở phía nam Tây Nguyên và phía tây tỉnh Ninh Thuận. Vùng lãnh thổ này còn được chia thành 2 vùng lãnh thổ nhỏ là Đông Nam Bộ và Tây Nam Bộ. Khái niệm này vẫn được sử dụng cho đến ngày nay. Đây là cách chia Việt Nam thành 3 miền: Bắc (Bắc Bộ), Trung (Trung Bộ) và Nam (Nam Bộ).

## Các tiểu vùng địa lý
Nam Bộ bao gồm 17 tỉnh từ Bình Phước đến Cà Mau và hai thành phố: Thành phố Hồ Chí Minh và thành phố Cần Thơ.
Khu vực này chia làm 2 vùng chính:
- Vùng Đông Nam Bộ hay miền Đông có 5 tỉnh và 1 thành phố:
  - 5 tỉnh: Bình Phước, Bình Dương, Đồng Nai, Tây Ninh, Bà Rịa-Vũng Tàu
  - Thành phố Hồ Chí Minh
- Vùng Đồng bằng sông Cửu Long, còn gọi là Tây Nam Bộ hay miền Tây, có 12 tỉnh và 1 thành phố:
  - 12 tỉnh: Long An, Đồng Tháp, Tiền Giang, An Giang, Bến Tre, Vĩnh Long, Trà Vinh, Hậu Giang, Kiên Giang, Sóc Trăng, Bạc Liêu, Cà Mau
  - Thành phố Cần Thơ

Riêng tài liệu của Tổng cục Thống kê Việt Nam (và một số ít tài liệu khác dựa theo số liệu thống kê của Tổng cục Thống kê) lại xếp 2 tỉnh Ninh Thuận, Bình Thuận vào miền Đông Nam Bộ.

## Các tên gọi khác

### Đàng Trong
Tên gọi này bắt nguồn từ thời Trịnh – Nguyễn phân tranh vào thế kỷ 17, với ranh giới xác định là ở phía nam sông Gianh (nay thuộc tỉnh Quảng Bình). Do đặc điểm cả hai vùng lãnh thổ tuy trên thực tế thuộc hai chính quyền khác nhau, nhưng về danh nghĩa vẫn cùng một quốc gia Đại Việt. Tên gọi Đàng Trong thường được dùng để chỉ vùng kiểm soát bởi chúa Nguyễn, vốn nằm xa Trung Quốc hơn nên mới có tên gọi này. Giai đoạn này người ngoại quốc đến giao thương với Việt Nam thường dùng tên gọi Cochinchina, hoặc Quinan để chỉ vùng lãnh thổ này.

### Nam Hà
Tên gọi Nam Hà xuất hiện cùng thời với tên gọi Đàng Trong. Nó có nghĩa đơn giản là "ở phía nam con sông", ở đây hàm ý chỉ con sông Gianh. Tuy nhiên, tên gọi này ít sử dụng phổ biến như tên gọi Đàng Trong và không bao gồm vùng đất Gia Định ở phía nam.

### Gia Định
Gia Định ban đầu chỉ là cái tên để chỉ vùng lãnh thổ nhỏ ở phía nam vào năm 1698, sau mở rộng dần đến năm 1779 thì được dùng để chỉ toàn bộ vùng tương ứng với Nam Bộ hiện nay. Để tương ứng với đơn vị hành chính Bắc Thành ở phía bắc, từ năm 1802, vua Gia Long đã đặt ra Gia Định Trấn để cai quản vùng lãnh thổ từ Bình Thuận trở vào, gồm 5 trấn. Do dễ có sự nhầm lẫn nên từ năm 1808 đã được đổi tên là Gia Định Thành. Đứng đầu đơn vị hành chính này là một chức quan Lưu Trấn, sau 1808 đổi thành Tổng trấn. Vị Tổng trấn nổi tiếng nhất của Gia Định Thành là Lê Văn Duyệt. Gia Định Thành tồn tại mãi đến năm 1832, sau khi Lê Văn Duyệt mất và vua Minh Mạng quyết định giải thể Gia Định Thành.

### Nam Kỳ
Nam Kỳ là tên gọi từ năm 1832, dùng để chỉ vùng lãnh thổ thuộc quyền cai quản của Gia Định Thành trước kia. Do vua Minh Mạng chia vùng lãnh thổ này thành 6 tỉnh trực tiếp đặt dưới quyền cai quản của triều đình, nên nó còn có tên gọi là Nam Kỳ Lục tỉnh. Sau khi chiếm được Nam Kỳ, người Pháp thường sử dụng tên gọi Cochinchine để chỉ vùng này.
Danh xưng Nam Kỳ quốc (tiếng Pháp: République de Cochinchine) được người Pháp dùng để chỉ một quốc gia do họ lập nên vào năm 1946, về danh nghĩa cai quản vùng trước đây là thuộc địa Nam Kỳ. Tuy nhiên, quốc gia này chỉ tồn tại trên danh nghĩa và chỉ đến năm 1948 thì bị giải thể.

### Nam Bộ
Sau cuộc đảo chính Pháp tại Đông Dương ngày 9 tháng 3 năm 1945, quân đội Nhật đã tuyên bố trao lại quyền độc lập cho Đế quốc Việt Nam. Song song với quá trình thành lập chính phủ, Hoàng đế Bảo Đại cũng cho phân vùng lãnh thổ Việt Nam thành 3 khu vực hành chính, và đặt các chức quan Khâm sai thay mặt nhà vua để cai quản từng vùng. Nam Bộ là khu vực tương ứng với Nam Kỳ cũ.
Tên gọi Nam Bộ được sử dụng lâu dài cho đến ngày nay.

### Nam Phần
Tên gọi Nam Phần ra đời vào khoảng năm 1947, sau khi chính phủ Nam Kỳ quốc giai đoạn đầu giải tán, và chính phủ Nam phần Việt Nam được thành lập. Sau đó chính phủ Pháp và cựu hoàng Bảo Đại ký thỏa ước thành lập Quốc gia Việt Nam, theo đó lãnh thổ Việt Nam được phân thành 3 đơn vị hành chính cấp Phần, là một cấp cao hơn tỉnh, đứng đầu là một Thủ hiến do Quốc trưởng chỉ định. Vùng lãnh thổ Nam Phần tương ứng với vùng lãnh thổ của Nam Bộ vào năm 1945.